# (1446) Sillanpää
(1446) Sillanpää ist ein Asteroid des Hauptgürtels, der am 26. Januar 1938 von dem finnischen Astronomen Yrjö Väisälä in Turku entdeckt wurde.
Der Name des Asteroiden erinnert an den finnischen Schriftsteller und Nobelpreisträger Frans Eemil Sillanpää.